# Патріс Лумумба
Патрі́с Емері́ Луму́мба (фр. Patrice Émery Lumumba; 2 липня 1925 — 17 січня 1961) — революціонер і перший прем'єр-міністр Демократичної Республіки Конго.
Брав участь у підпільній роботі, спрямованій на визволення Бельгійського Конго. Після проголошення незалежності (30 червня 1960), Лумумба став прем'єр-міністром. Перебуваючи на цьому посту, намагався наблизити країну до радянського блоку. У той самий період у Конго почалася громадянська війна, під час якої Лумумбу викрали і стратили у провінції Катанга.
Лумумбу оцінюють по-різному. Для одних він — національний герой і борець за волю, для інших — політичний авантюрист і один з головних винуватців громадянської війни.

## Біографія
Походив з народу тетела. Закінчив середню школу при католицькій місії, потім курси поштових службовців. Працював писарем, поштовим клерком, службовцем в бельгійських промислових компаніях.
З 1950-х років активно брав участь в політичному житті колонії. Спочатку поділяв помірні політичні погляди — був прихильником ідеї «бельгійсько-конголезької спільноти», виступав за європеїзацію Конго, за поступове скасування расової сегрегації.
Отримавши освіту за рахунок колоніальних властей і увійшовши до числа так званих «еволюе» (освічених жителів), він служив поштовим чиновником. У числі інших обраних їздив на безкоштовну екскурсію по Бельгії. Вирішувалося питання про його роботу в бельгійському міністерстві колоній, але успішну кар'єру перервав арешт за звинуваченням у розкраданні грошових переказів на суму, приблизно рівну двом з половиною тисячам доларів.
Наприкінці 1950-х років погляди Лумумби революціонізувалися. Відсидівши у в'язниці шість місяців, Лумумба перейнявся радикальними ідеями, зайнявся політикою і в жовтні 1958 року очолив ліву партію Національний рух, яка на перших в країні виборах в травні 1960 року отримала в парламенті 40 місць зі 137. Лумумба став прем'єр -міністром.
У результаті сформованої політичної ситуації Брюссель був змушений визнати незалежність Конго, розраховуючи створити маріонеткову державу і як і раніше контролювати використання природних ресурсів країни.

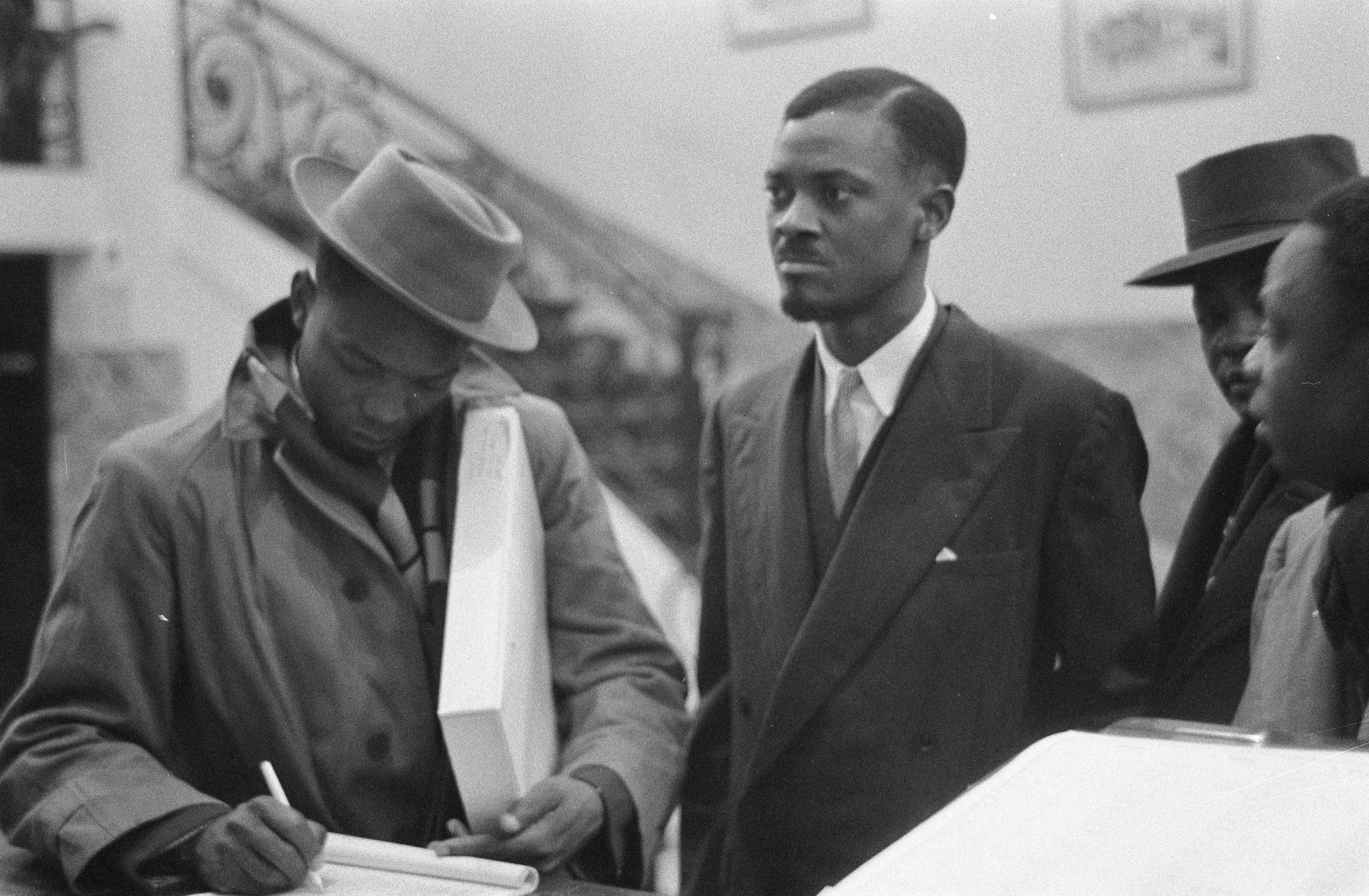
Лумумба на фото в Брюсселі на конференції за круглим столом з іншими членами делегації MNC-L, 26 січня 1960 року.

На урочистій церемонії 30 червня 1960 року в присутності бельгійського короля Бодуена I, який відвідав країну, президент Жозеф Касавубу виголосив промову про національну модернізацію, багаторасове суспільство і співробітництво з колишньою метрополією. Лумумба всупереч протоколу взяв слово слідом за ним і виголосив гнівну філіппіку, закінчивши її знаменитою фразою: «Ми більше не ваші мавпи!» («фр. Nous ne sommes plus vos singes»). 
Моїз Чомбе, прозахідний лідер провінції Катанга, де були зосереджені основні родовища корисних копалин і значне біле населення, у відповідь проголосив незалежність. З'явилася небезпека націоналізації мідної промисловості і попадання уранових рудників в зону впливу Москви. У цій ситуації певні політичні сили Бельгії, пов'язані з королем, за негласної підтримки ЦРУ ініціювали відділення Катанги, в якій була зосереджена вся добувна промисловість країни. Провінційний лідер Моїз Чомбе проголосив себе президентом Катанги.

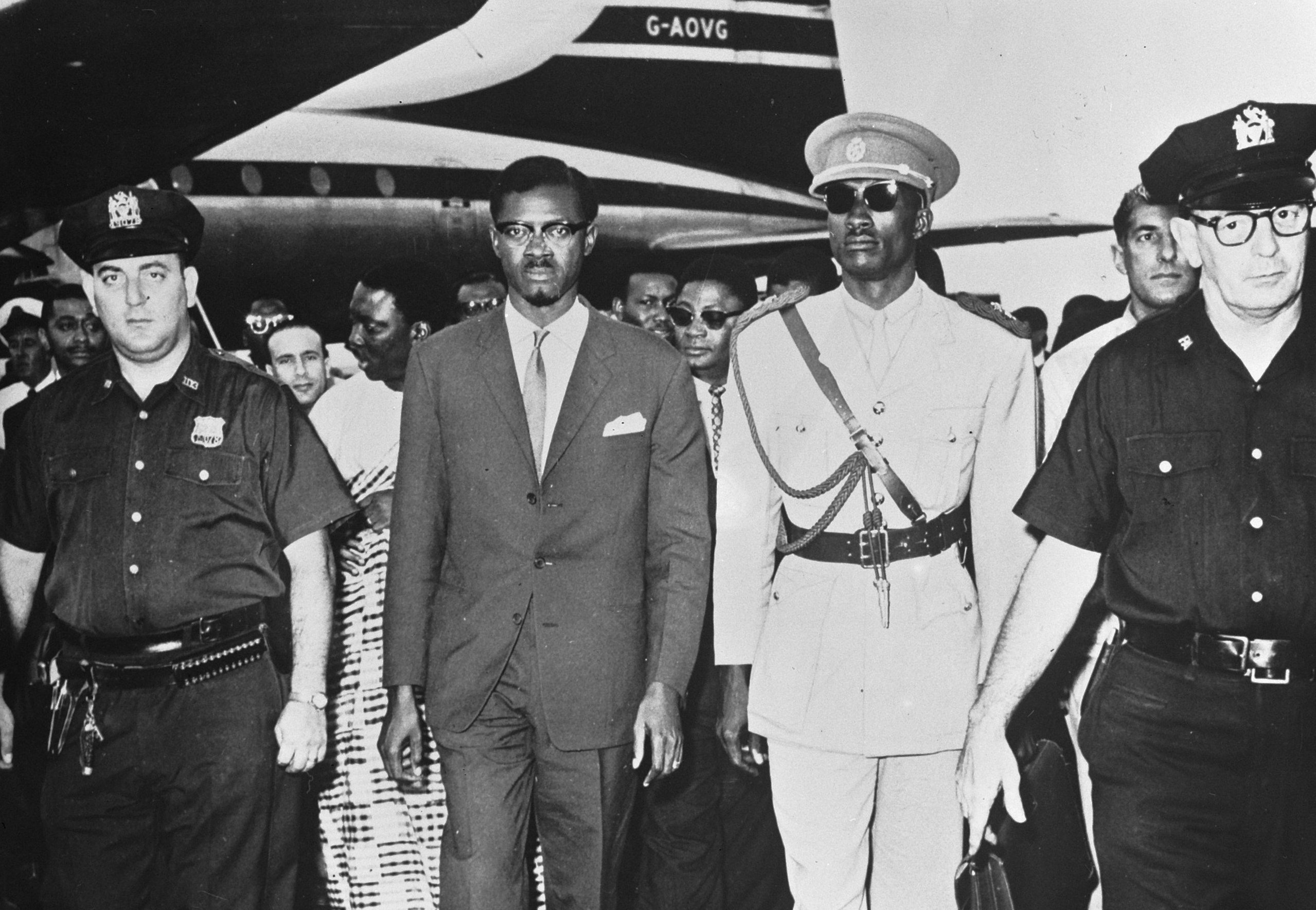
Лумумба прибуває в Нью-Йорк, 24 липня 1960 року

Оскільки Чомбе обіцяв припинити заколот, якщо Лумумба буде відсторонений від влади, президент 5 вересня 1960 року зняв прем'єра з посади і посадив під домашній арешт. У відповідь Лумумба заявив по радіо про незаконність його зняття, оскільки його підтримав парламент. 
6 вересня лідери основних партій, які складали урядову коаліцію, заявили про підтримку Лумумби.
7 вересня палата депутатів більшістю в ¾ голосів анулює рішення про відсторонення Лумумби від влади.
8 вересня Сенат підтвердив дане рішення, проте ООН продовжувала ігнорувати уряд і утримувати захоплені аеродроми та радіостанцію.
Був виписаний ордер на арешт Лумумби, 12 вересня він був ув'язнений, однак звільнений солдатами.
Коли прихильник Лумумби Антуан Гізенга підняв повстання, той втік, щоб приєднатися до однодумців, але при не до кінця з'ясованих обставин потрапив до рук катанзьких сепаратистів і був розстріляний без суду.

## Вбивство
Точні обставини смерті П. Лумумби були довгий час невідомі широкій громадськості. За деякими даними, вже під час польоту в Тісвілл він був настільки побитий, що помер відразу ж по приземленні. Однак син Патріса Лумумби, Франсуа, подав запит до Бельгії з метою з'ясування обставин смерті свого батька. Через 41 рік після події спеціальна комісія бельгійського парламенту з'ясувала обставини смерті П. Лумумби.
Згідно з висновками комісії, Лумумба і його соратники були заарештовані спільниками Мобуту Сесе Секо і депортовані літаком до Моїз Чомбе в Катангу, де були поміщені в лісову хатину. Лумумба зі своїми соратниками Нестором Окіта і Морісом Мполо були піддані тортурам, після чого їх відвідали політичні суперники — Чомбе, Еваріст Кімба Мутомбо і бельгійські політики, для того, щоб образити й оплювати їх.
17 січня 1961 року Лумумба з соратниками були розстріляні катангійськими солдатами під командуванням бельгійських офіцерів, і попередньо закопані на місці розстрілу. Щоб приховати скоєне, трупи були ексгумовані через кілька днів. Тіло Лумумби розчленували, розчинили частки в кислоті й після цього останки були спалені. Вбивство було приписано жителям села. Більшість засобів масової інформації, однак, приписувала вбивство Чомбе.
У заключному звіті комісія дійшла висновку, що король Бельгії Бодуен знав про плани вбивства Лумумби. Також було встановлено, що бельгійський уряд надавав транспортну, фінансову і військову допомогу силам, які вороже ставилися до Лумумби. Велика частина провини була приписана безпосередньо королю Бодуену, який, імовірно, в обхід політичних інститутів країни проводив свою власну колоніальну політику.
«Проблемі Лумумби» були присвячені кілька засідань Ради національної безпеки США влітку 1960 року.
18 серпня 1960 президент США Дуайт Ейзенхауер схвалив рекомендації ЦРУ ліквідувати Лумумбу, надалі фахівцями ЦРУ були розроблені варіанти вбивства Лумумби з вогнепальної зброї і за допомогою отрути, в результаті був затверджений план операції «Блакитна стріла».
Документальний фільм «Вбивство в колоніальному стилі» (реж. Томас Гіфер) 2000 року розслідує події тих днів на основі інтерв'ю з багатьма колишніми співробітниками і офіцерами ЦРУ та бельгійської служби безпеки. В інтерв'ю багато з них вперше зізналися в тому, що особисто брали участь у вбивстві і наступному усуненні останків Лумумби і його соратників (у тому числі і за допомогою кислоти). Один з офіцерів досі зберігає передні зуби Лумумби, які він пред'явив перед камерою.
У прощальному листі дружині Патріс Лумумба писав: «Єдине, чого ми бажали для нашої країни, — це право на гідне існування, на гідність без лицемірства, на незалежність без обмежень … Прийде день, коли історія скаже своє слово».
У березні 2010 року з'явилася інформація про те, що Патріс Лумумба був повалений зі свого поста і убитий за участю співробітниці британської Секретної розвідувальної служби MI-6, баронеси Дафни Парк. У березні 2013 року британська газета The Daily Telegraph, з посиланням на лорда Девіда Едварда Лі (David Edward Lea), повідомила, що співробітниця британської розвідки Мі-6 баронеса Дафна Парк, яка з 1959 до 1961 року була консулом і першим секретарем в Леопольдвілі, незадовго до її смерті в 2010 році, зізналася в організації вбивства Патріса Лумумби 1961 року.

## Пам'ять

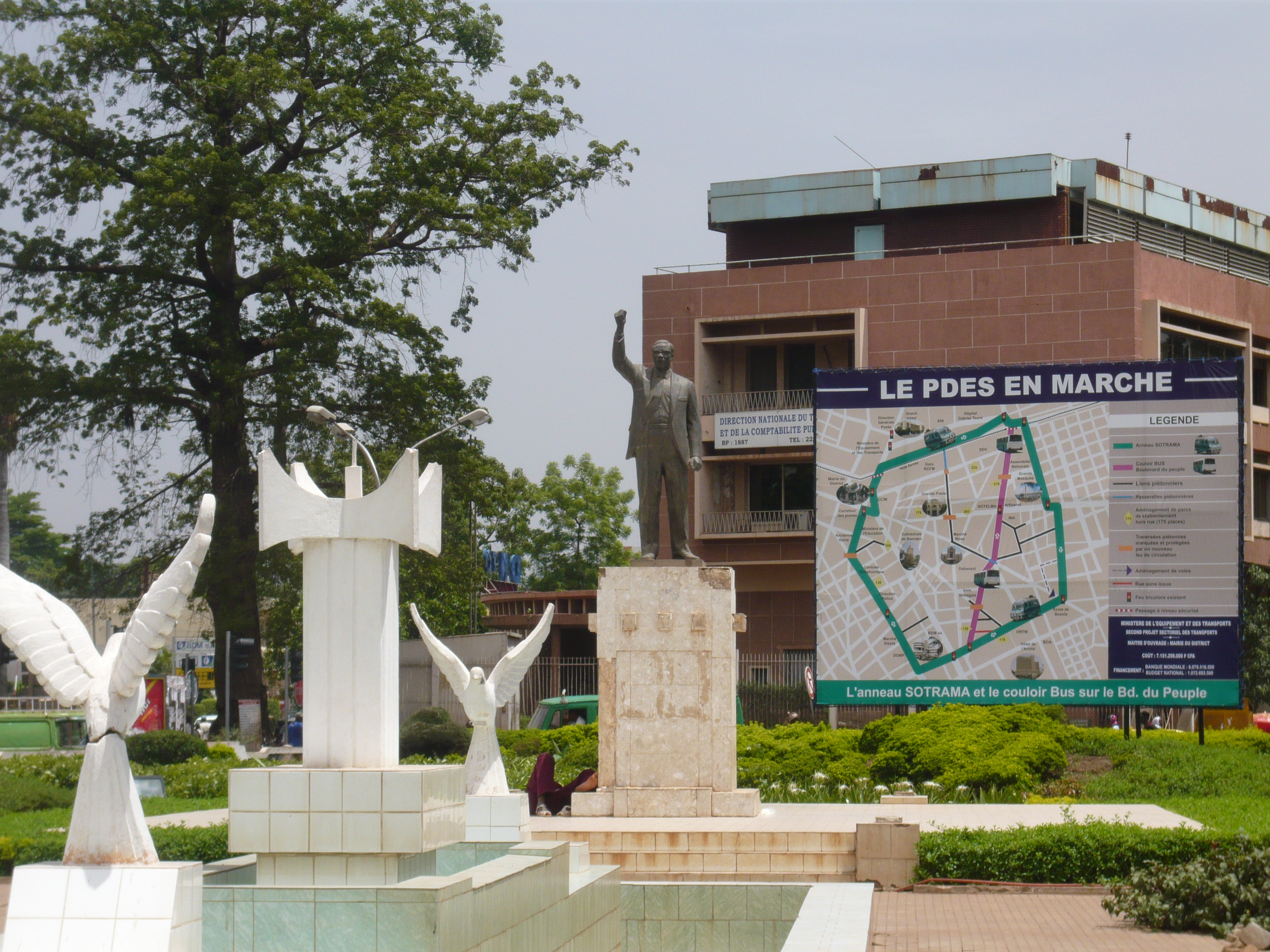
Пам'ятник Патрісу Лумумбі в Малі

- Вулиця Патріса Лумумби у містах Аккра (Гана), Абуджа (Нігерія)
- Проспект Патріса Лумумби у місті Рабат (Марокко)
- Пам'ятник  Патрісу Лумумбі у Малі, Кіншасі